# Svarthuvad sierratangara
Svarthuvad sierratangara (Phrygilus atriceps) är en fågel i familjen tangaror inom ordningen tättingar.

## Utseende
Svarthuvad sierratangara är en praktfull liten finkliknande tangara. Hanen är distinkt med guldgul rygg och enfärgade mörka vingar. Honan och ungfågeln är mattare i färgerna, men mörkt skiffergrå huva och gyllengul ton på ryggen är karakteristisk.

## Utbredning och systematik
Fågeln förekommer i Anderna i sydvästra Peru (Arequipa) till västra Bolivia, norra Chile, nordvästra Argentina. Den behandlas som monotypisk, det vill säga att den inte delas in i några underarter.

## Levnadssätt
Svarthuvad sierratangara hittas i höga bergstrakter. Den påträffas i byar, på odlingsterasser, i buskiga sluttningar och på myrar. Fågeln ses ofta med andra små fröätande fåglar. Lokalt kan den vara tam och kan ses tigga föda vid rastplatser.

### Familjetillhörighet
Liksom andra finkliknande tangaror placerades denna art tidigare i familjen Emberizidae. Genetiska studier visar dock att den är en del av tangarorna.

## Status
Arten har ett stort utbredningsområde och beståndet anses vara stabilt. Internationella naturvårdsunionen IUCN listar den därför som livskraftig (LC).